# Medit
Medit — многофункциональный текстовый редактор.

## История
Изначально, этот редактор создавался как компонент GGAP — графического интерфейса пользователя для системы компьютерной алгебры GAP.

## Особенности
- Подсветка синтаксиса исходных кодов множества языков программирования и содержимого других типов текстовых файлов.
- Настраиваемые сочетания клавиш.
- Управление инструментами, вызываемых из главного или контекстного меню. Для написания инструментов могут использоваться скрипты, написанные на языках программирования Lua или Python, а также на языке командной оболочки.
- Возможность создания плагинов на языках программирования C, Python или Lua.
- Поиск файлов по имени или их содержимому с использованием утилиты grep и регулярных выражений.
- Встроенный файловый менеджер и эмулятор терминала.
- Вкладочный интерфейс.